# Palacio Imperial (Ingelheim)

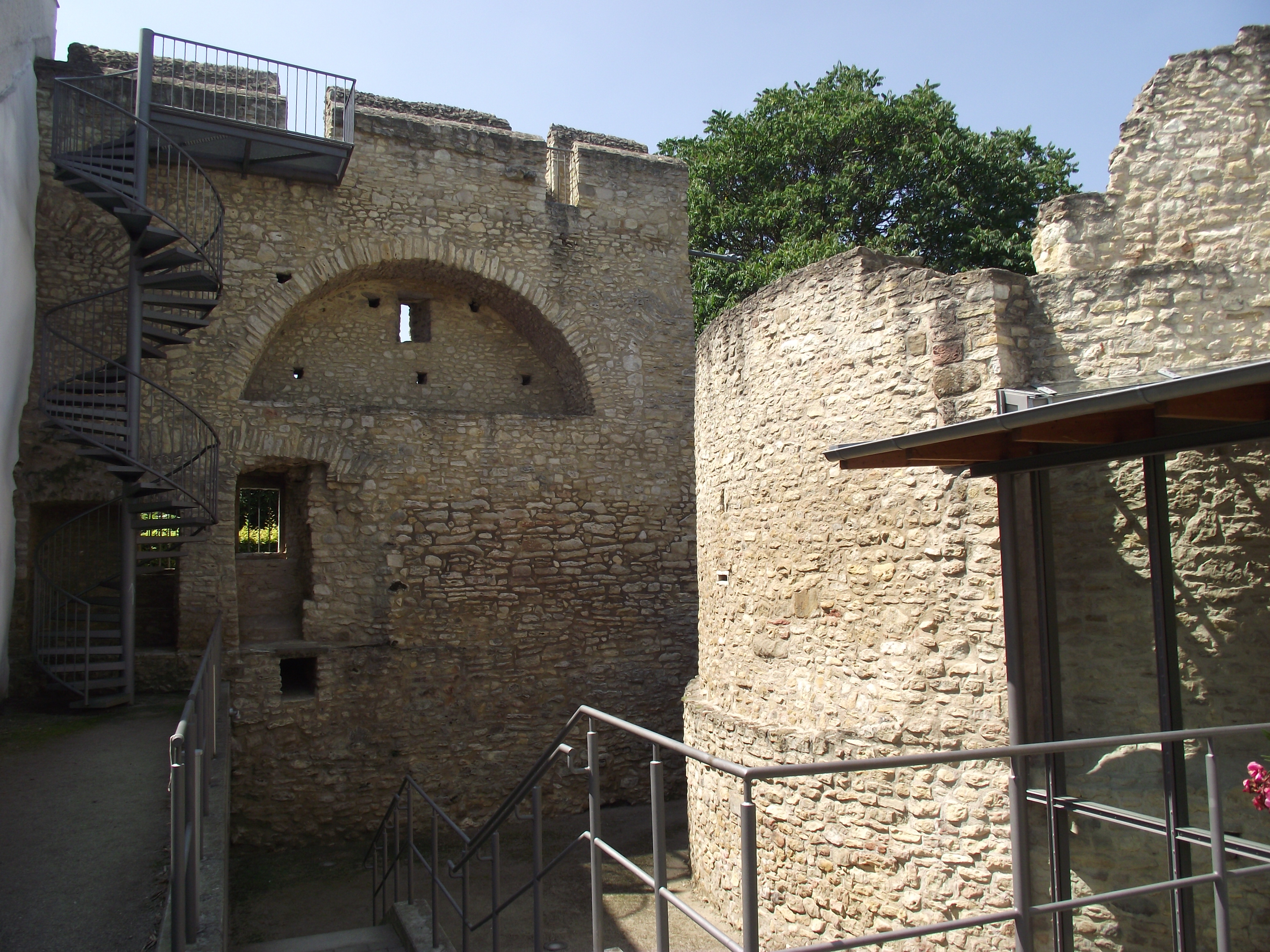
Restos de la Aula Regia del palacio imperial en Ingelheim

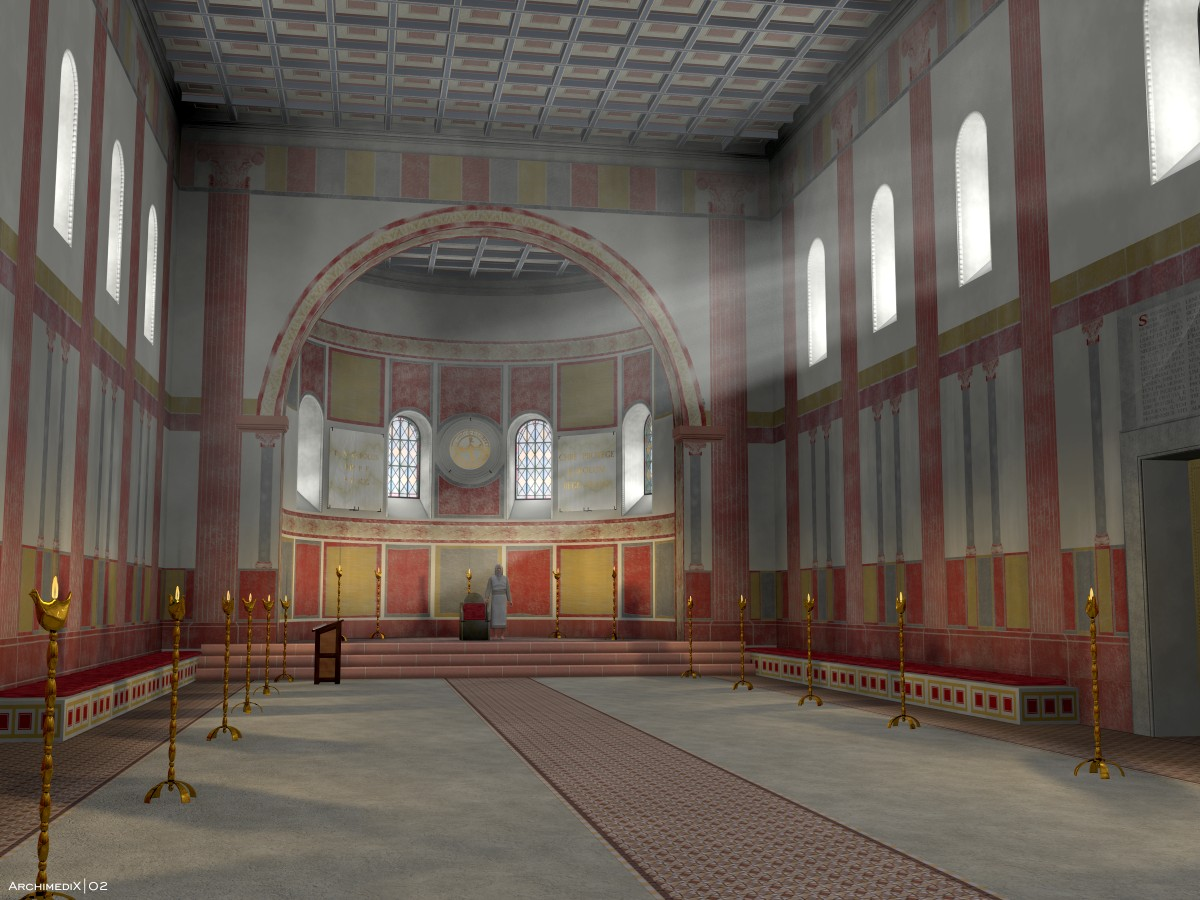
Restitución digital de la sala del trono, mirando del lado del ábside.

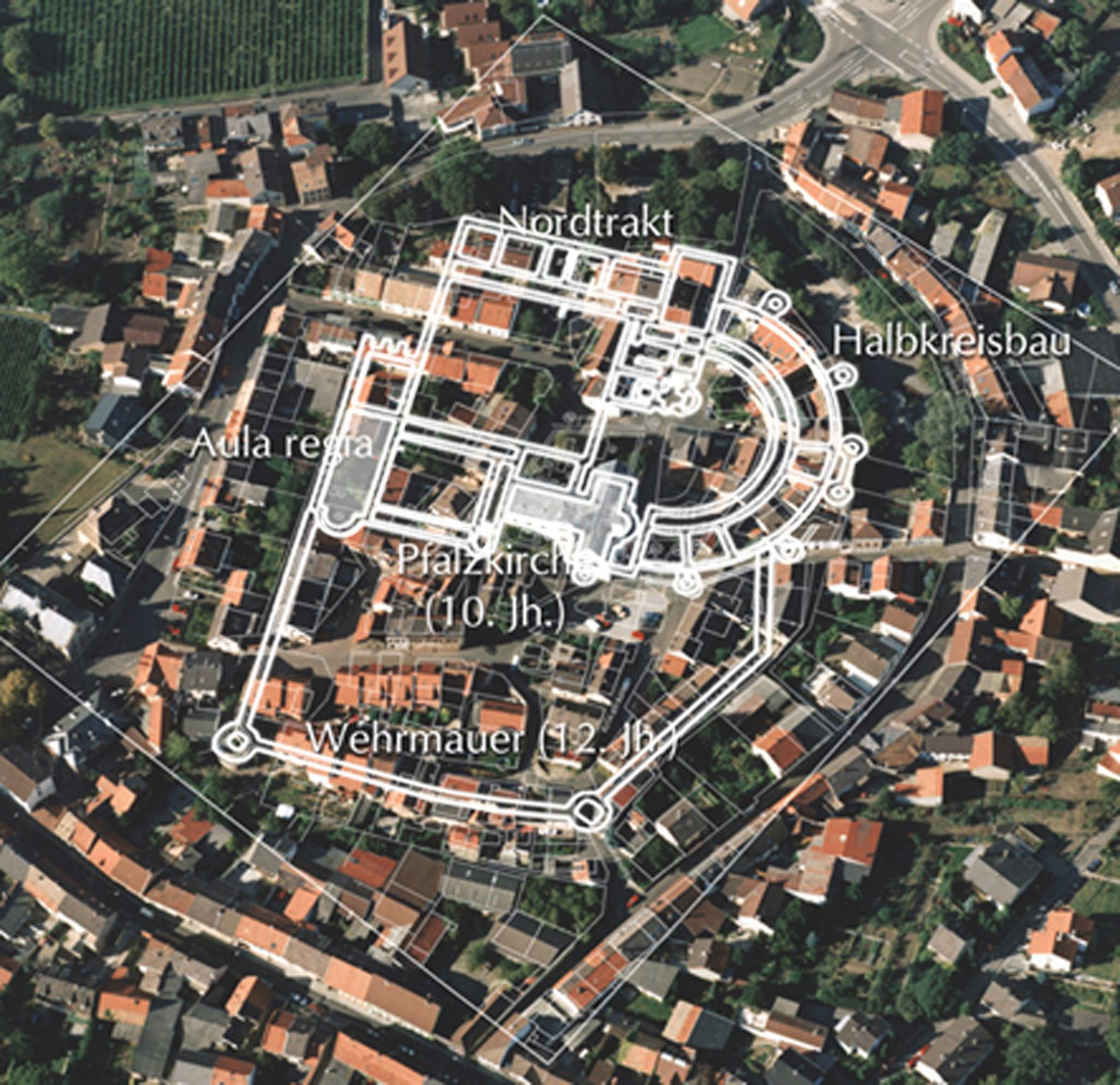
Aspecto actual del sitio con una restitución de los muros originales

El palacio imperial de Ingelheim (en alemán: Ingelheimer Kaiserpfalz) es un antiguo conjunto palaciego erigido en la segunda mitad del siglo VIII en Ingelheim (hoy Alemania), que sirvió como residencia temporal a los  soberanos germánicos —emperadores y reyes— hasta el siglo IX. El conjunto palatino se encuentra a 15 km al oeste de Maguncia, en una ladera con vistas a la llanura renana. La construcción se encuentra en ruinas y lo que queda son sobre todo los cimientos bajo el nivel del suelo, que son la base de excavaciones arqueológicas para restituir todo el sistema de edificios. Corresponde al estilo carolingio (arte prerrománico).

## Estudios históricos
Comenzó a investigarse el área palatina de la zona a mediados del siglo XIX. En agosto de 1852, Cohausen documentó las primeras excavaciones, pequeñas. En 1888-89 Paul Clemen se sumó a las excavaciones. La Asociación alemana para la investigación del arte comenzó a investigar bajo la dirección de Christian Daniel Rauch en 1909 con estudios sistemáticos que se vieron afectados por el estallido de la Primera Guerra Mundial. Rauch publicó estudios preliminares sobre las excavaciones, a partir de los cuales se hizo un modelo en 1931-32, que era visto para el año 1975 en la imagen de un típico palacio carolingio. En 1960, se emprendieron de nuevo las excavaciones bajo la dirección de Walter Sage por la Deutsche Forschungsgemeinschaft. En 1963 Hermann Ament lideró las excavaciones. En 1965 y 1968/70 siguió habiendo más investigaciones arqueológicas bajo la dirección de Uta Wengenroth-Weimann. Tras un plan general de excavación y reconstrucción a partir de los dibujos de Walter Sage, Konrad Weidemann realizó otro modelo de palacio imperial de Ingelheim en 1975. Desde 1995 ha habido nuevas excavaciones en la región del Palatinado. Estos estudios pretenden captar, describir y datar las partes individuales del edificio y la topografía general y sacó a la luz unos cuantos descubrimientos. Por ejemplo, una moneda de oro y una fíbula de cinturón de la época de Carlomagno, así como un sistema de calefacción altomedieval por aire caliente. Además, los resultados de las últimas excavaciones permitieron crear un nuevo modelo de reconstrucción del palacio imperial de Ingelheim, que ha sido incorporado a los hallazgos actuales.

Restos del complejo palatino
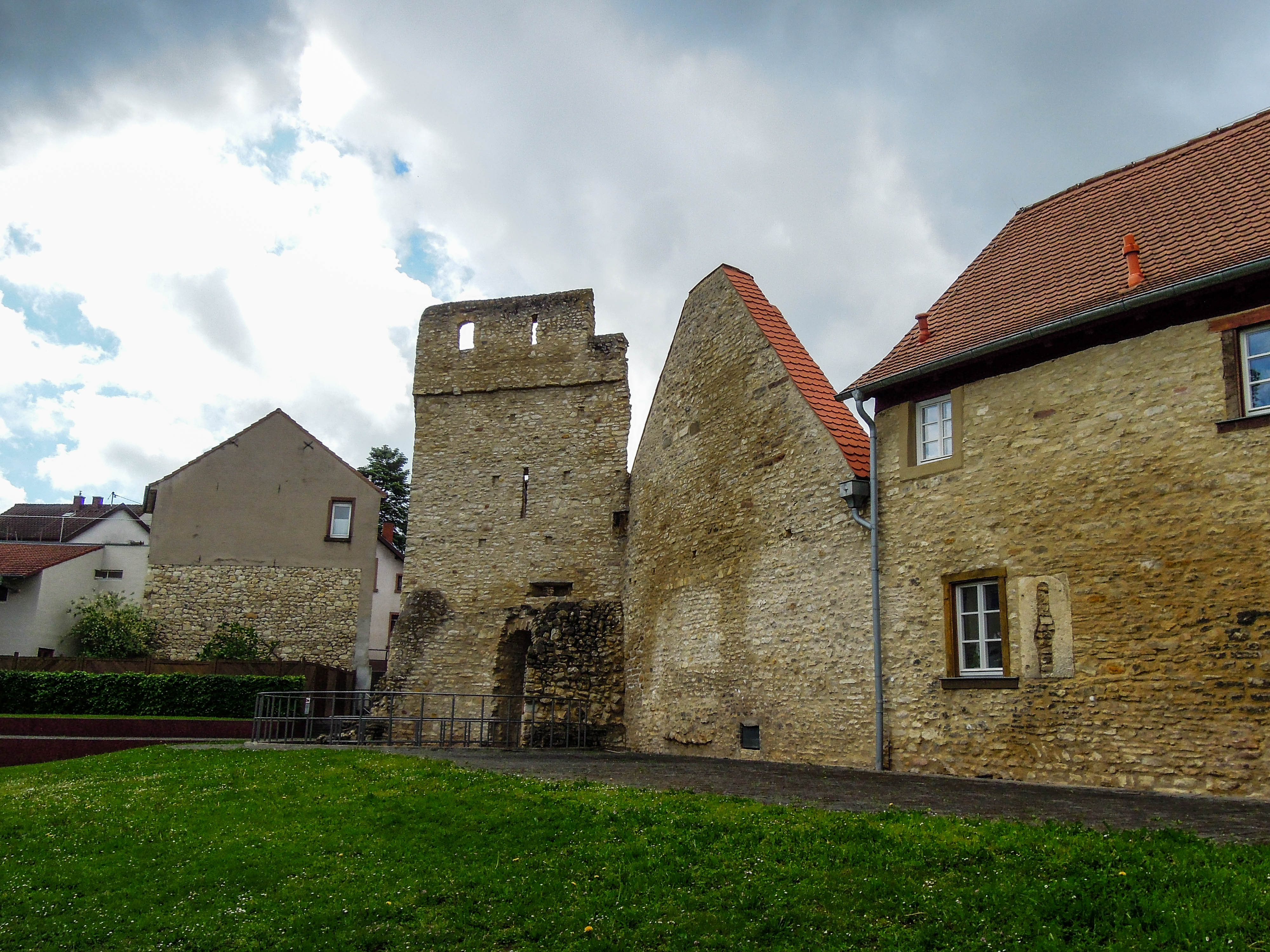
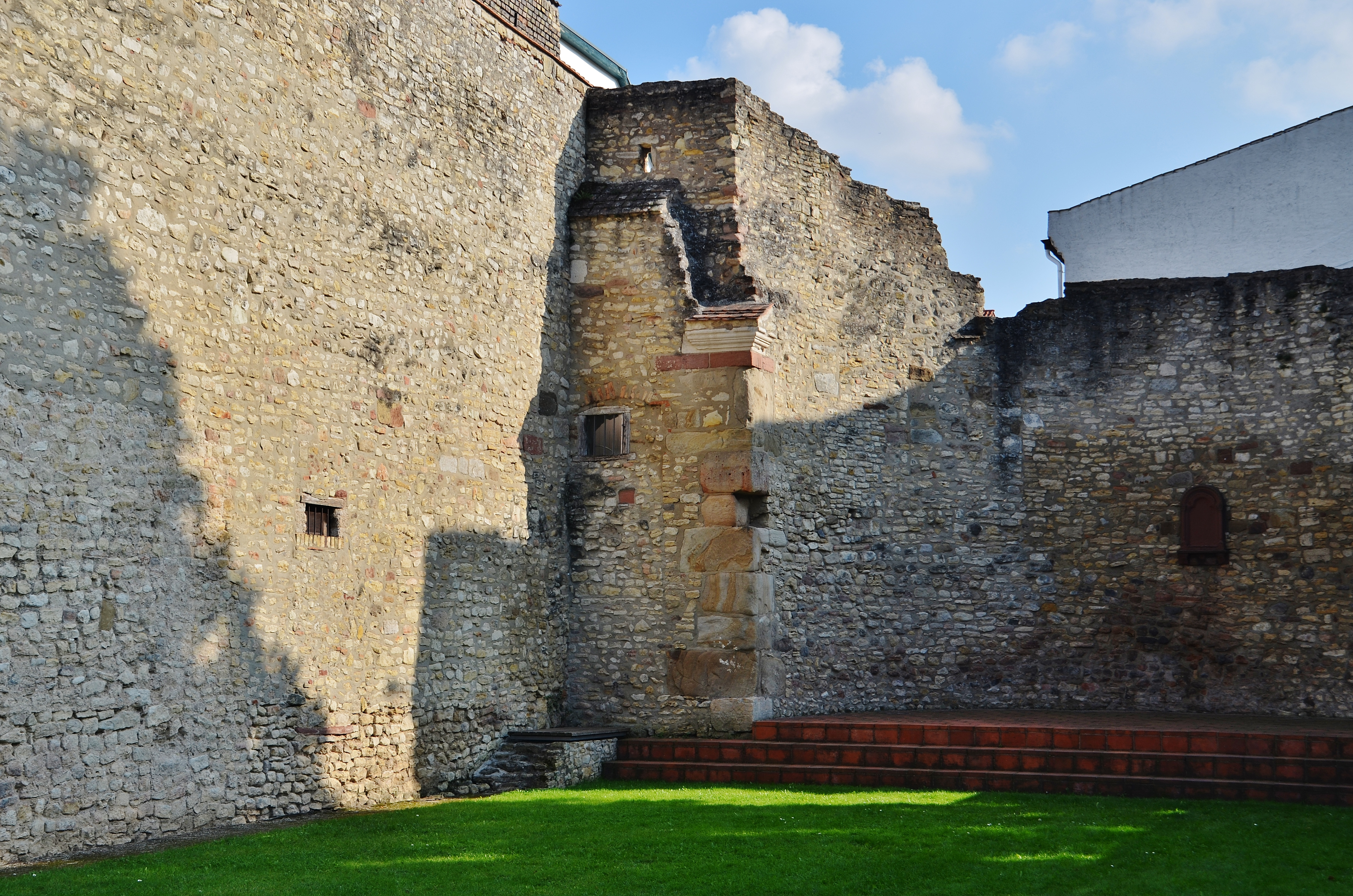
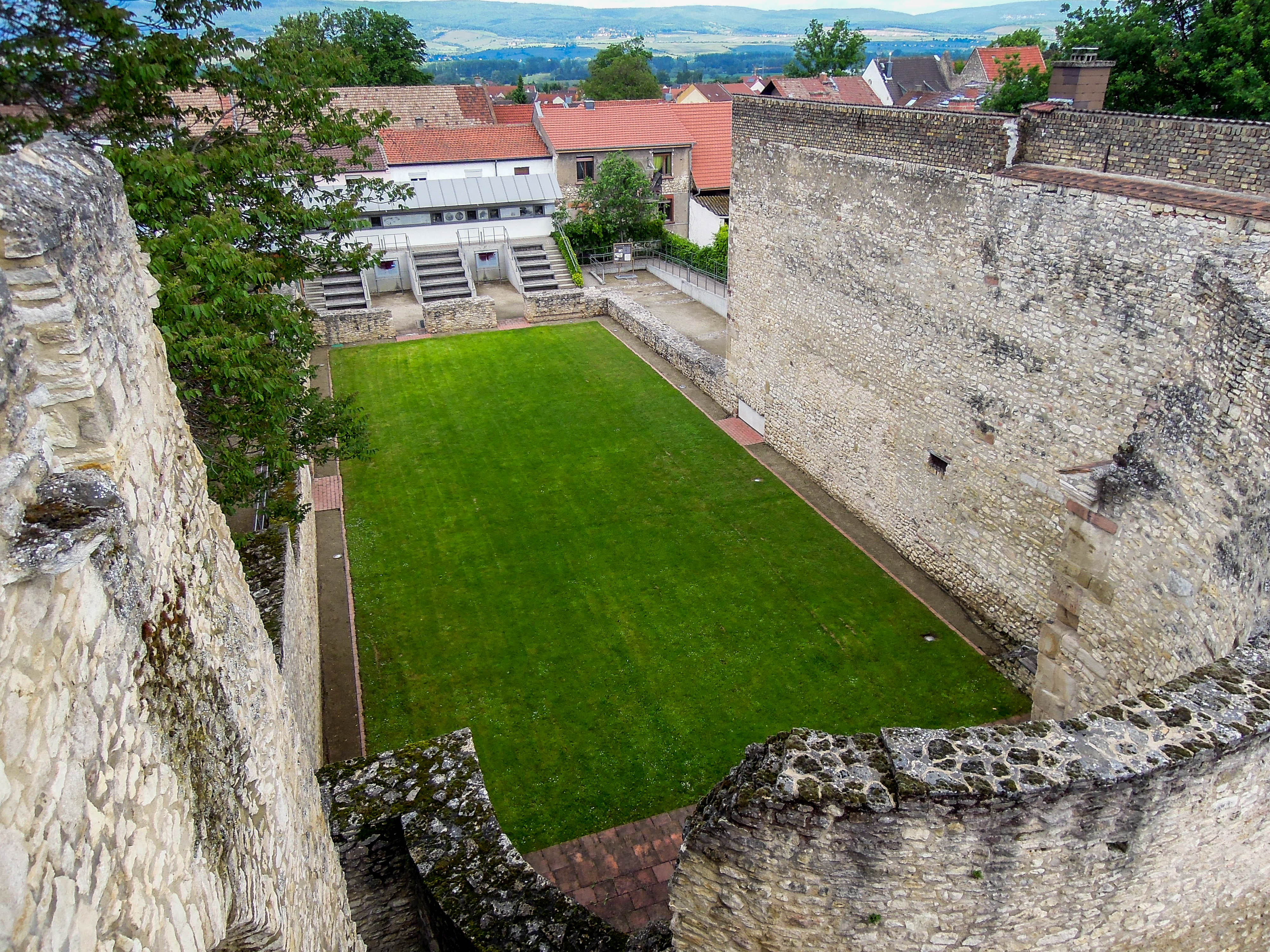
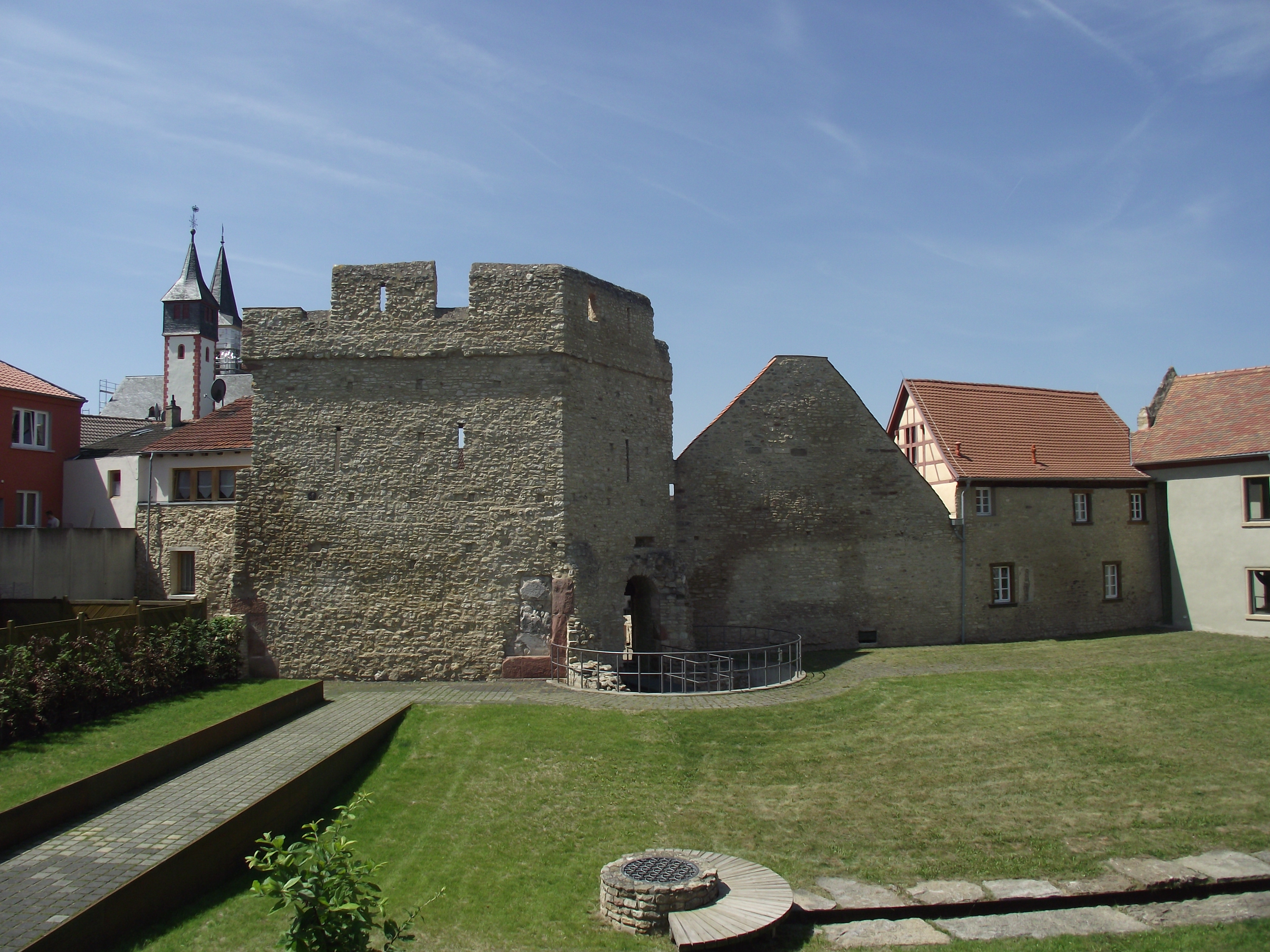

Los tres edificios sacros del palacio de Ingelheim
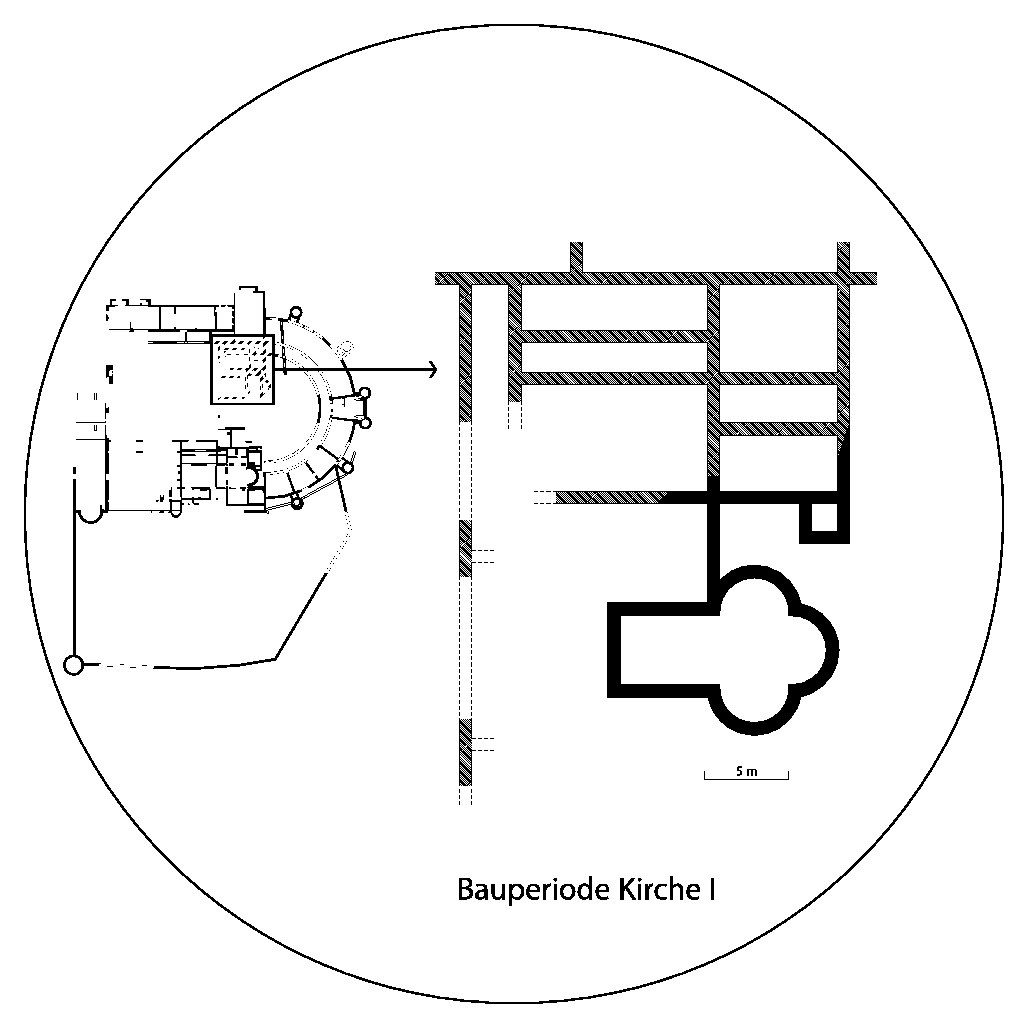
El coro trifoliado
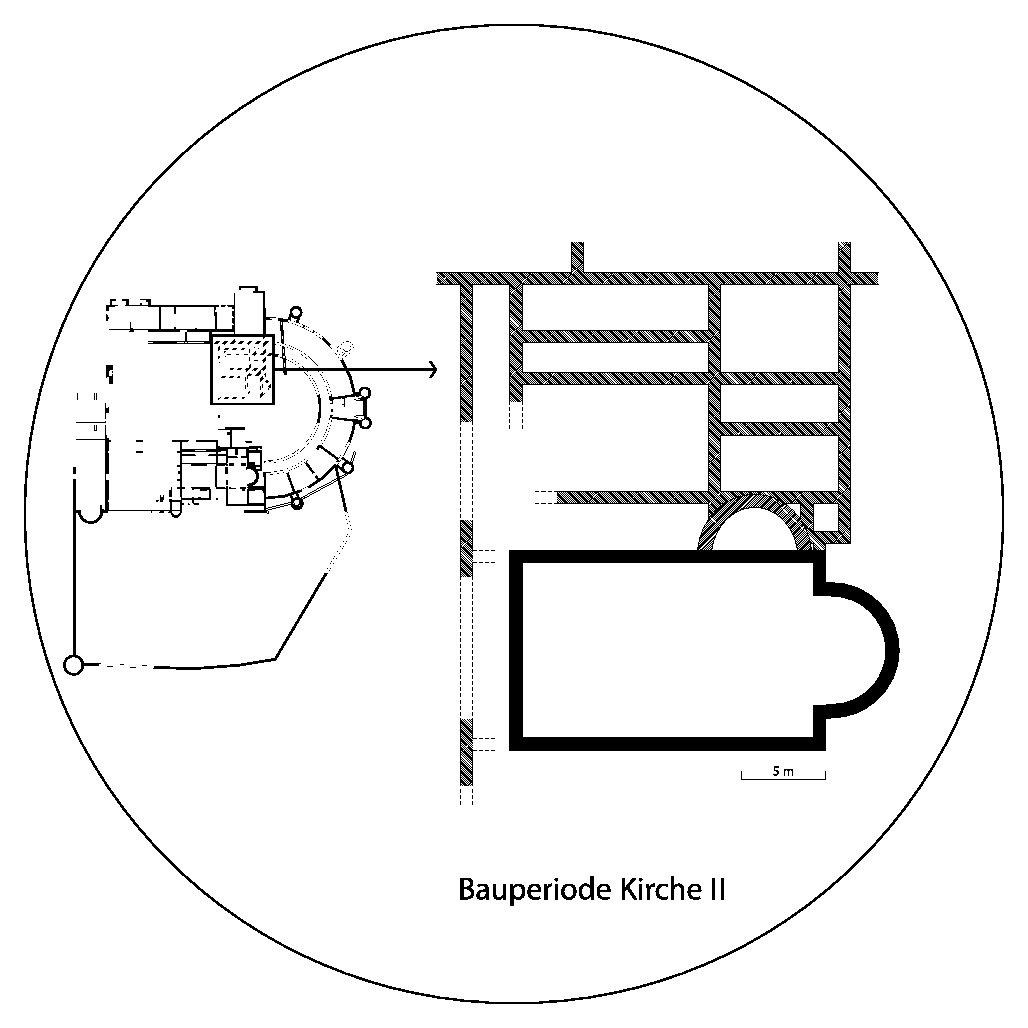
El ábside
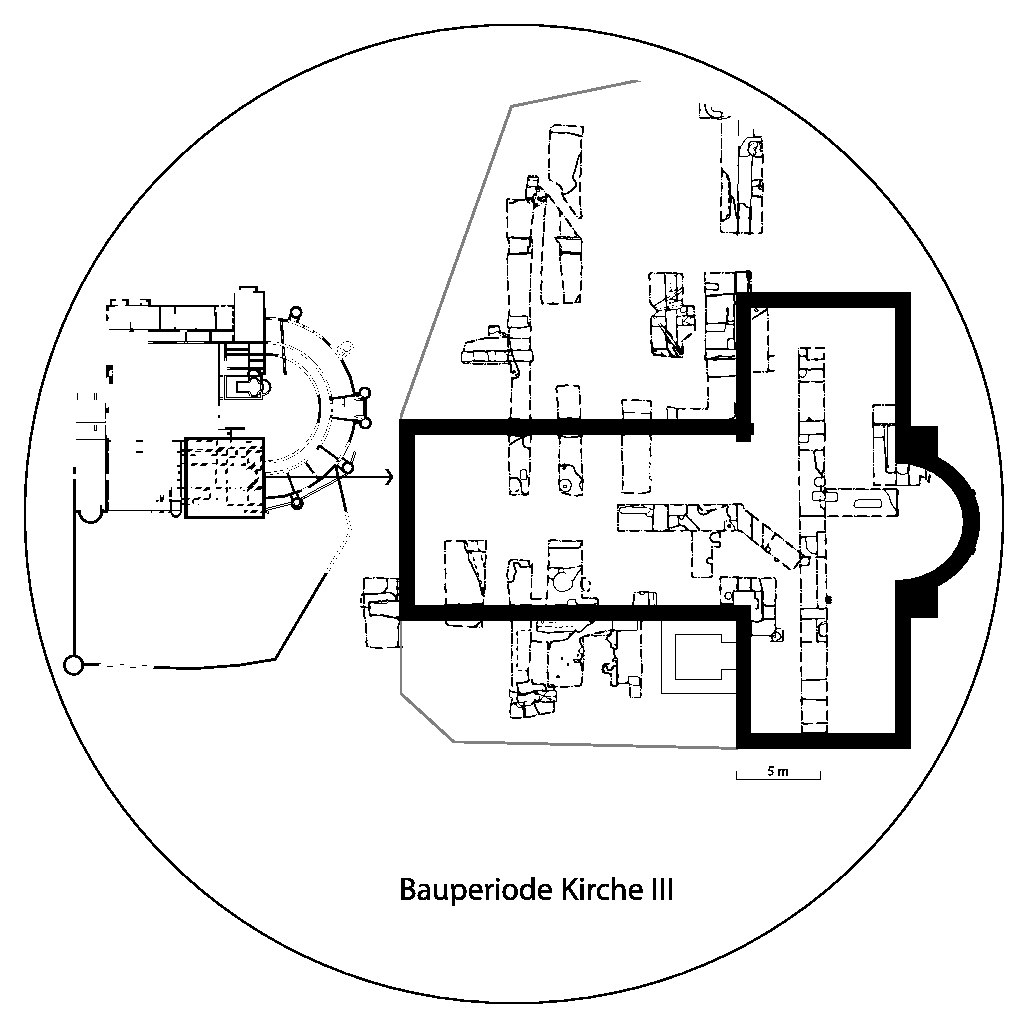
La iglesia llamada Saalkirche